# 가시와모리촌
가시와모리촌(柏森村)은 일본 아이치현 니와군에 설치되었던 촌이다. 현재의 후소정·오구치정의 일부에 해당한다.